# BattleBoi Basti

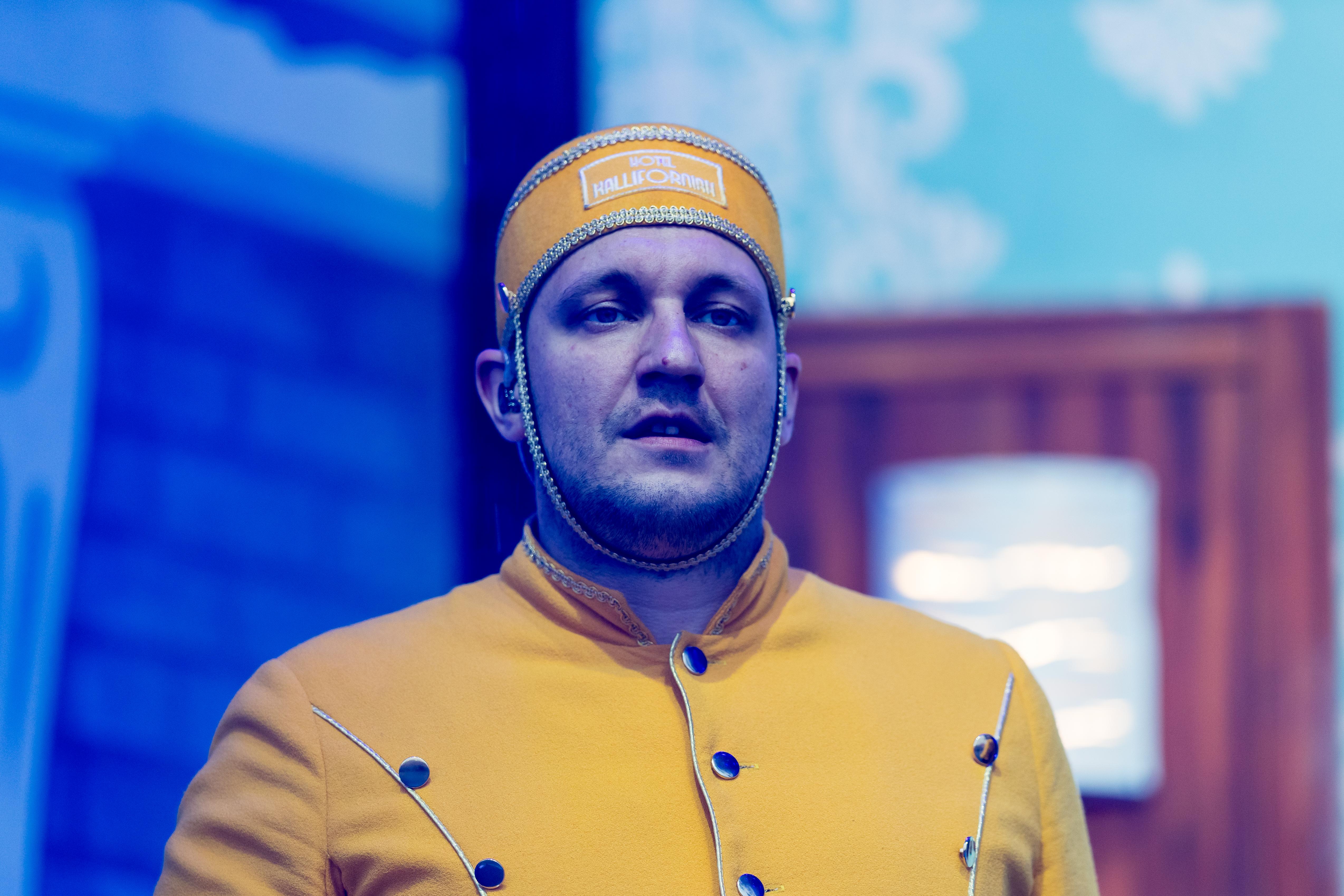
BattleBoi Basti als Hotelpage, Supporter von Alligatoah bei Rock am Ring 2019

BattleBoi Basti (* 15. April 1984 in Eberswalde; kurz „BBB“; auch bekannt als Ficksch; bürgerlich Stefan Schwensow) ist ein deutscher Rapper aus dem brandenburgischen Eberswalde.

## Werdegang

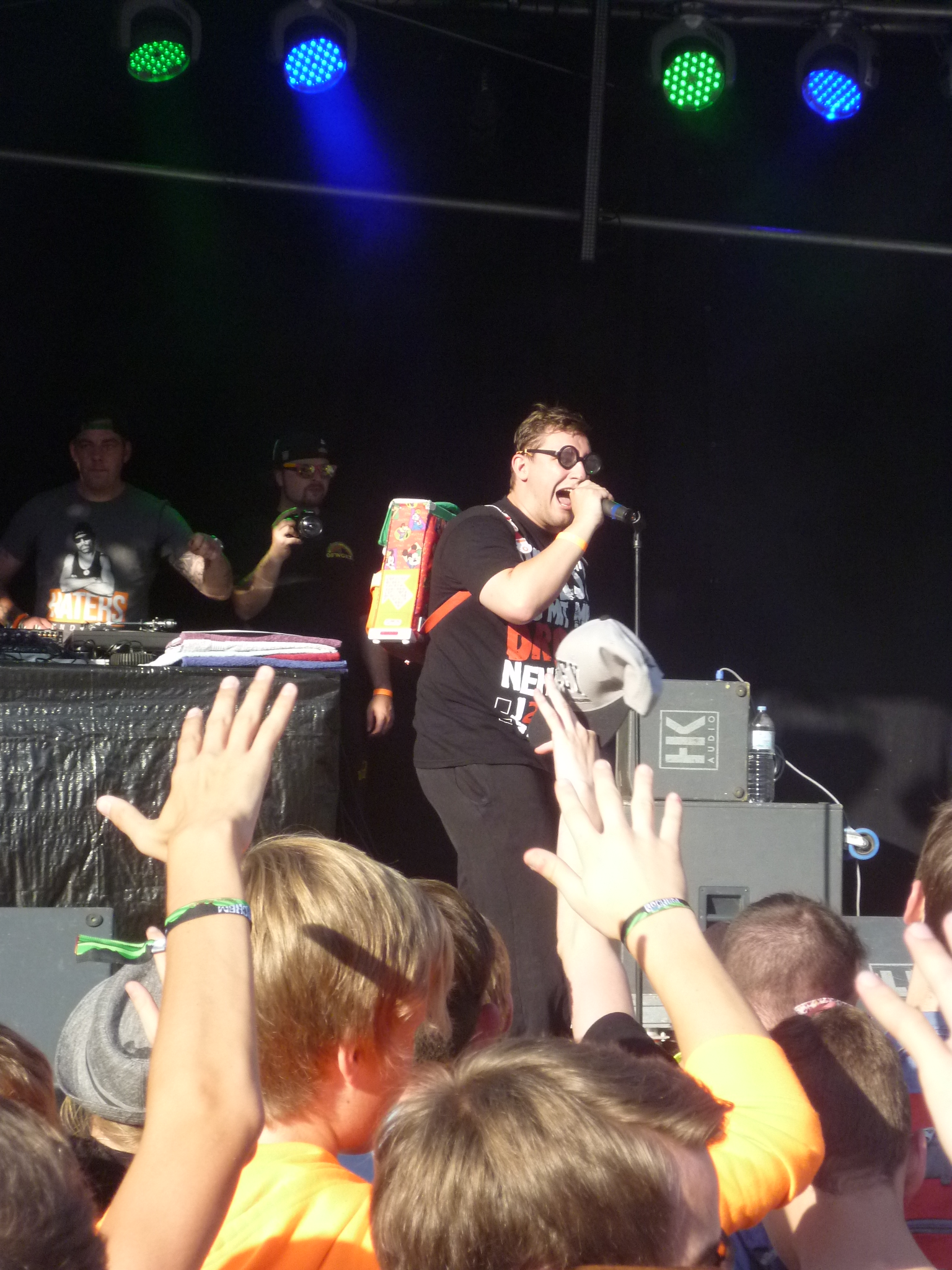
BattleBoi Basti (2013)

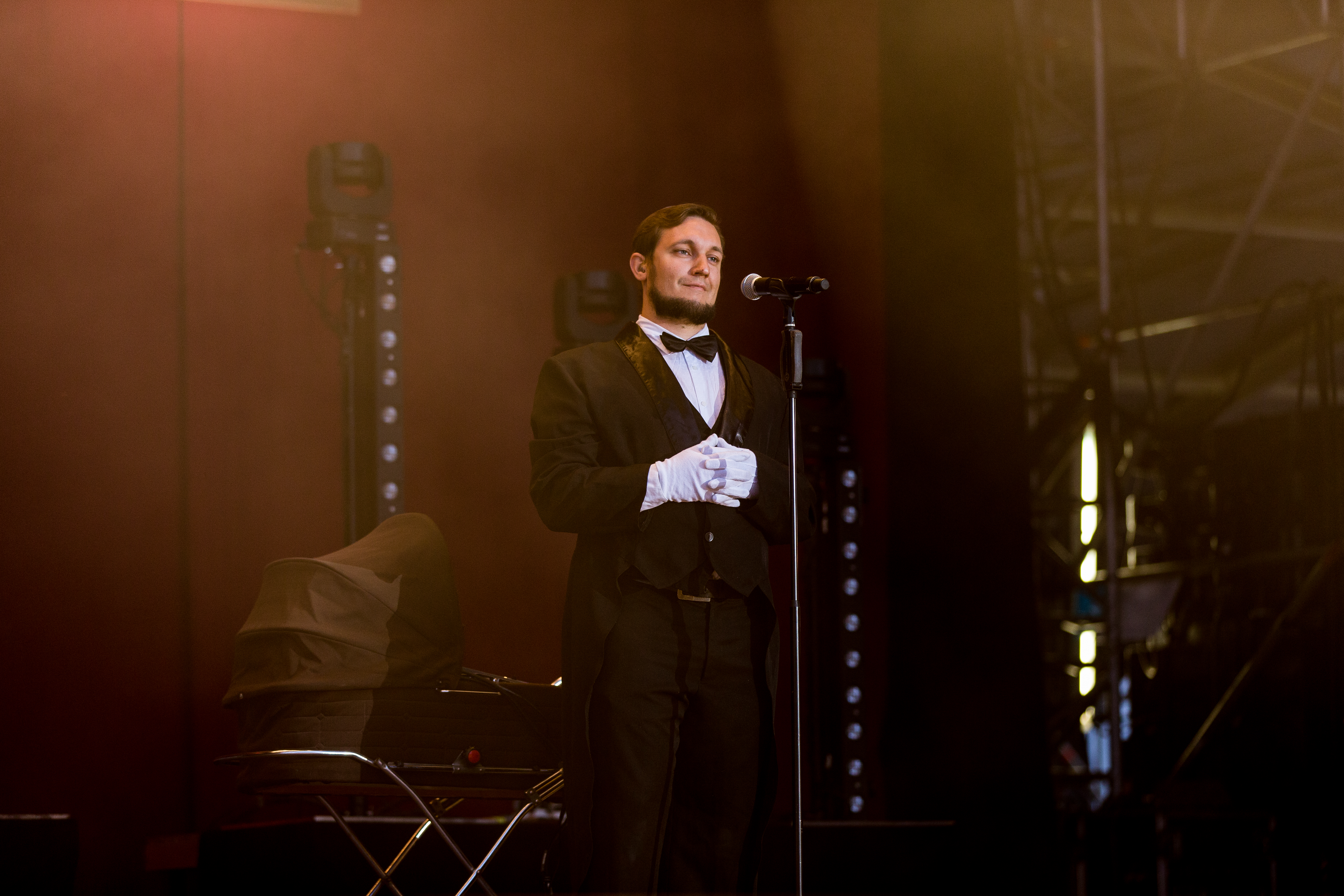
BattleBoi Basti in der Rolle des Butlers als Supporter von Alligatoah (2014)

2008 erschien Schwensow unter dem Pseudonym Ficksch bei der Gruppe MOTek auf dem Album DreiMalDrei. Kurz darauf wollte sich die Gruppe "lustige Gangster-Images" schaffen und formierte sich als Click Clack Clique neu. Während dieser Umwandlung erschuf Ficksch zwei Alter Egos: BattleBoi Basti und Lil ILL.

### Turniere
Die Kunstfigur BattleBoi Basti erreichte die erste größere Aufmerksamkeit im Laufe des Audiobattleturniers 2011 von MZEE, welches er gegen den Rapper 4tune gewann. Seinen Durchbruch erlangte er noch im selben Jahr im Videobattleturnier (VBT) 2011, welches jährlich von rappers.in veranstaltet wurde. Nachdem BattleBoi Basti im Halbfinale gegen den Rapper Tamo-Flage aus dem Turnier ausgeschieden war, gab er den 3. Platz freiwillig ab und reichte stattdessen eine Runde gegen Weekend ein, da sich die rappers.in Community zum großen Teil diese Paarung als "Traumfinale" wünschte.
2012 nahm er an der 1. Splash-Edition des VBTs teil, in welchem der Gewinner einen Auftritt beim Splash Festival 2012 gewinnen konnte. Erneut setzte sich BattleBoi Basti gegen seine Konkurrenz durch und scheiterte erst im Finale an Weekend, welcher BBB einen Gastauftritt während seines Auftritts beim Splash gewährte. Ebenfalls hat Schwensow bei den Live-Turnieren „Rap Am Mittwoch“ und „DLTLLY“ teilgenommen. Bei Rap Am Mittwoch gewann der „jüngste“ Rapper in der sogenannten „BMCL“ gegen den Rapper P-Zak. Ein Paar Jahre später, kurz vor dem Release seines Albums StimmenBruch, verlor der Rapper in der BMCL gegen Gozpel, der ihn trotzdem würdigte.

### Andere Höhepunkte
Am 13. August 2011 gewann er den Rap-Contest der Graffitibox Summer Jam, wodurch er zum Line Up der Graffitibox Summer Jam 2012 gehörte. Im Dezember des Jahres trat BattleBoi Basti als Featuregast bei dem Titel „Am Apparat“ von Alligatoahs Album „Schlaftabletten, Rotwein 4“ in Erscheinung. Im November und Dezember 2012 unterstützte er Trailerpark auf ihrer „Crackstreet Boys“-Tour. Bereits im August spielte BattleBoi Basti als ein Supportmusiker für Die Bestesten in Köln, Hamburg und Berlin. Im ersten Quartal 2013 trat BattleBoi Basti auf der VBT-Tour 2013 auf. Die Tour von Trailerpark begleitete er in diesem Jahr ebenfalls. 2014 unterstützte Basti Alligatoah sowohl bei seiner Tour Reise nach Jerusalem als auch bei seinem Auftritt bei Rock am Ring. Des Weiteren unterstützte er Alligatoah bei seinem Auftritt beim Hurricane und beim Chiemsee Summer Festival 2015. Ebenfalls begleitete er Alligatoah sowohl 2016 auf dessen Himmelfahrtskommando-Tour, wodurch BattleBoi Basti auch auf der Live-DVD Livemusik ist auch keine Lösung zu sehen ist, als auch 2019 auf seiner Wie-Zuhause-Tournee. 2022 trat er mit Alligatoah bei Rock am Ring auf. Als letztes trat er am 13. Juli 2024 zusammen mit Alligatoah in Konstanz auf.

### Alben
Am 21. Juni 2013 erschien BattleBoi Bastis Debütalbum Pullermatz über BMG Rights Management, das mit 3.700 verkauften Exemplaren in der ersten Verkaufswoche Platz 20 der deutschen Charts erreichte. Sein zweites Album StimmenBruch erschien am 26. Juni 2015 und belegte Rang 22 der deutschen Top 100.

## Kunstfiguren
BattleBoi Basti spielt in seinen Auftritten mit seiner Identität, in manchen Musikstücken lässt er drei verschiedene Figuren auftreten. Mittlerweile besitzt er sieben Figuren, welche jeweils einen eigenen Stil aufweisen: Zum Beispiel tritt er als Ficksch mit seiner normalen Stimme und Auftreten auf, als BattleBoi Basti mit einer verstellten, hohen Stimme und einer runden Hornbrille, sowie manchmal mit einem Schulranzen. Seine Figur Mohrenkopf Dilemma ist eine Parodie auf Morlockk Dilemma.
Die Figur BattleBoi Basti wurde in den ersten Runden des VBT 2011 ausgebaut. Er stellt sich in diesen als zwölfjährigen, erfolglosen Ostberliner Rapper dar, welcher von seinem Vater (gespielt durch Six Eastwood) ständig erniedrigt wird.

## Diskografie

### Soloalben
| Jahr | Titel Musiklabel                                 | Höchstplatzierung, Gesamtwochen, AuszeichnungChartplatzierungen (Jahr, Titel, Musiklabel, Platzierungen, Wochen, Auszeichnungen, Anmerkungen) | Höchstplatzierung, Gesamtwochen, AuszeichnungChartplatzierungen (Jahr, Titel, Musiklabel, Platzierungen, Wochen, Auszeichnungen, Anmerkungen) | Höchstplatzierung, Gesamtwochen, AuszeichnungChartplatzierungen (Jahr, Titel, Musiklabel, Platzierungen, Wochen, Auszeichnungen, Anmerkungen) | Anmerkungen                         |
| Jahr | Titel Musiklabel                                 | DE | AT | CH | Anmerkungen                         |
| ---- | ------------------------------------------------ | --- | --- | --- | ----------------------------------- |
| 2013 | Pullermatz BMG Rights Management/Groove Attack   | DE20 (1 Wo.)DE | AT25 (1 Wo.)AT | — | Erstveröffentlichung: 21. Juni 2013 |
| 2015 | StimmenBruch BMG Rights Management/Groove Attack | DE22 (1 Wo.)DE | — | — | Erstveröffentlichung: 26. Juni 2015 |

### Kollaboalben
- 2006: Drama in 5 Takten (als Ficksch mit Theo)
- 2008: Wochendausflug (als Ficksch mit Rudio)
- 2008: DreimalDrei (als Ficksch mit M.O.T. und Rhyfo)
- 2010: Absolut Sampler (als Ficksch mit M.O.T., Rhyfo und Teezy)
- 2010: LostCräck Vol. Ainz (mit Click Clack Clique)
- 2011: Kugg’ disch den Jungz an! (mit Click Clack Clique)
- 2011: GHETTOizMUSS! (mit Click Clack Clique)
- 2025: Die Internetrapper (mit Dee Ho)